# 穆罕穆德·哈姆扎
穆罕穆德·哈姆扎（羅馬化：Muhammad Hamza，1929年3月20日—2021年8月29日）是一名巴基斯坦政治家，巴基斯坦人民黨籍。2012年3月至2018年3月担任巴基斯坦参议院议员，1985年至1999年担任巴基斯坦国民议会议员。1962年至1969年，他是西巴基斯坦立法议会的民选议员。曾两次担任巴基斯坦国民议会公共账目委员会主席。哈姆扎在巴基斯坦政坛以中立的观点和激烈的反对而闻名。被认为是巴基斯坦國父穆罕默德·阿里·真納的妹妹法蒂瑪·真納最亲密的助手之一。